# Заремба-Калиновский, Фелициан Мартин
Граф Фелициан Мартин Заремба-Калиновский (нем. Felician Martin von Zaremba или нем. Felizian Martin von Zaremba, пол. Felicjan Martin Zaremba; 1794 или 1795 — 1874) — российский христианский протестантский миссионер и проповедник польского происхождения.

## Биография
Родился в окрестностях Новогродка, Гродненской губернии 4 марта 1794 или 1795 года (также указывается дата 3 марта 1794 года). Происходил из старинного польского дворянского рода, который был возведён в графство германским императором. Его отец был русским кирасиром, но оставив воинскую службу уехал в свои имения; мать, Софи (представительница рода Красински, умерла рано; следом за ней, в 1803 году скончался и отец.
Воспитывался в семье дяди, который был адъютантом императора Павла I и принимал участие в кампании 1797 года, человек утонченный и доброжелательный к своим подчиненным.
Занимался сначала с пастором-реформатором, а затем под руководством наставника. Когда ему исполнилось шестнадцать лет, дядя привёз юношу в Санкт-Петербург с намерением определить племянника в Николаевское инженерное училище или в Пажеский корпус. Но прежде необходимо было получить среднее образование и дядя отправил Фелициана Мартина в Дерпт в пансион Розенберга. Получив аттестат в Дерптской гимназии, Заремба-Калиновский в 1813 году поступил на филологическое отделение философского факультета Дерптского университета и уже в 1816 году получил степень доктора философии, причём его докторская диссертация «Рассуждение о цехах ремесленных в отношениях политическом и в особенности политико-экономическом, с присовокуплением нужных исторических известий», была напечатана в Митаве только в следующем году. На тот момент он уже говорил на польском, русском, немецком, французском, латынском и греческом языках. 
В 1817 году Ф. М. Заремба-Калиновский, в чине коллежского асессора, был определён на службу в Коллегию иностранных дел. Вскоре, однако, под влиянием книг мистического направления он почувствовал «влечение к духовному подвигу»; особенно сильное впечатление оказало на него жизнеописание Юнг-Штиллинга. В 1818 году он взял отпуск, уехал за границу и вскоре прислал прошение об отставке. 
Поступив затем в число членов Базельской евангелической миссии, Заремба-Калиновский послан был для проповеди христианства среди магометан в Астрахань; оттуда он перешёл в Шушу, где миссия купила дом, устроила типографию и занялась печатанием книг духовного содержания, а когда в 1830-х годах деятельность Базельской миссии в Шуше была прекращена правительством, миссионер её, оставшись не у дел, временно поселился в Тифлисе (в Шотландской колонии) в доме протестантского пастора Ланге. Здесь в 1838 году встретил его в бытность свою на Кавказе декабрист барон А. Е. Розен; он слышал его проповедь, «оригинальную, сильную и хорошо приноровленную к пониманию слушателей», и характеризует Зарембу как «ревностного служителя Богу и ближним», который не знал ни неги, ни прихотей и ожидая нового назначения из Базеля, «готов был идти на край света, к дикарям, лишь бы служить Богу по данному обету». 
Получив распоряжение ехать в Константинополь, Заремба-Калиновский на следующий же день отправился в путь. Есть известие, что в 1856 году он приезжал в Россию и некоторое время жил в Ревеле, где напечатал свою автобиографию (молодые годы) под заглавием «Wie Gott mich führt, so will ich gehen» (Ревель, 1857); то же сочинение в 1858 году было вторично издано в Швейцарии уже под заглавием: «Jugendleben Felician Zaremba’s…», где Заремба стал сотрудником миссионерской газеты «Der Heidenbote».
Фелициан Мартин Заремба-Калиновский в течение последних нескольких лет жизни перенёс несколько инсультов и 31 мая 1874 года скончался в городе Базеле, Швейцария.